# Trachypus humilis
Trachypus humilis är en bladmossart som beskrevs av Lindberg 1872. Trachypus humilis ingår i släktet Trachypus och familjen Trachypodaceae. Inga underarter finns listade i Catalogue of Life.